# بريت إريكسون
بريت إريكسون (بالإنجليزية: Bret Erickson)‏ هو لاعب رماية أمريكي، ولد في 26 سبتمبر 1960.

## وصلات خارجية
- بريت إريكسون على موقع الاتحاد الدولي (الإنجليزية)
- بريت إريكسون على موقع أوليمبيديا (الإنجليزية)